# Reserva Natural de Keisripalu
A Reserva Natural de Keisripalu é uma reserva natural localizada no condado de Valga, na Estónia.
A área da reserva natural é de 33 hectares.
A área protegida foi fundada em 2013 para proteger valiosos tipos de habitat e espécies ameaçadas na vila de Möldre (antiga freguesia de Helme).